# Messyn
| System                                 | Oddział    | Piętro   | Wiek (mln lat) |
| -------------------------------------- | ---------- | -------- | -------------- |
| Czwartorzęd                            | Plejstocen | Gelas    | młodsze        |
| Neogen                                 | Pliocen    | Piacent  | 2,58–3,6       |
| Neogen                                 | Pliocen    | Zankl    | 3,6–5,333      |
| Neogen                                 | Miocen     | Messyn   | 5,333–7,246    |
| Neogen                                 | Miocen     | Torton   | 7,246–11,63    |
| Neogen                                 | Miocen     | Serrawal | 11,63–13,82    |
| Neogen                                 | Miocen     | Lang     | 13,82–15,97    |
| Neogen                                 | Miocen     | Burdygał | 15,97–20,44    |
| Neogen                                 | Miocen     | Akwitan  | 20,44–23,03    |
| Paleogen                               | Oligocen   | Szat     | starsze        |
| Podział neogenu według IUGS, luty 2022 |            |          |                |

Messyn (ang. Messinian)
- w sensie geochronologicznym: Najmłodszy wiek miocenu (neogen; era kenozoiczna), którego początek datuje się na 7,246 milionów lat temu, a koniec na 5,332 mln lat temu.

- w sensie chronostratygraficznym: Najwyższe piętro miocenu, wyższe od tortonu, a niższe od zanklu.

## Kryzys messyński
Geologiczne zdarzenie, podczas którego Morze Śródziemne prawie kompletnie wyparowało. W tym okresie Nil płynął aż do Sycylii, łącząc się z Dunajem. Pozostały kaniony rzek wcięte na 3 km pod obecny poziom morza. Pierwsze dowody zostały dostarczone z rdzeni odwiertów dna statku badawczego RV Glomar Challenger. W rdzeniach z wiercenia dna morza znaleziono wtedy rzeczne otoczaki, gips, anhydryt, halit i inne minerały, powstające z nasyconej solanki, jakie dziś formują się w zatoce Kara Bogaz Goł czy w Wielkim Jeziorze Słonym.
W Asuanie 1200 km od delty Nilu dno kanionu jest 700 m pod osadami. Stwierdzono to latach 50. XX wieku przy projektowaniu Tamy Asuańskiej. Takie wcięcie mogło się wytworzyć tylko przy obniżonym ujściu Nilu. Odwierty w Kairze potwierdziły głęboki kanion pokryty późniejszymi osadami. Wydobyto skamieniałe muły zawierające pęknięcia jakie formują się na powierzchni, gdy muł wysycha i pęka. Dno kanionu w Kairze znajduje się 2400 m poniżej poziomu morza. Oznacza to, że depresja śródziemnomorska musiała być co najmniej tej głębokości, gdyż kanion żłobiony był przez płynące w dół wody Nilu. Rdzenie z dna morskiego pokazują szereg cykli zalewania i osuszania morza. Gdyby dziś Gibraltar się zamknął, woda wyparowałaby w ciągu mniej niż 1000 lat, a biorąc pod uwagę suchy klimat okresów zlodowaceń, depresyjny wzrost temperatury i efekt sirocco – w około 300 lat. W skali geologicznej jest to bardzo krótki i trudny do uchwycenia okres. Geotektoniczne zamknięcie cieśniny jest możliwe także w przyszłości.
Dyskutowane są różne mechanizmy, które mogły doprowadzić do zamknięcia cieśniny:
- przechylanie izostatyczne
- procesy sedymentacyjne
- obniżenie poziomu oceanów (ruchy eustatyczne)
- dryft płyt tektonicznych

Na przykład lodowce na północy platformy kontynentalnej mogą powodować zanurzenie jej na północy i uniesienie na południu. W Pirenejach podczas zlodowaceń tworzyły się pokaźne lodowce. Dziś proces odwrotny powoduje obniżanie wybrzeży Portugalii czy podnoszenie się Skandynawii jako zauważalne w historycznej skali cofanie się morza. Stare porty znajdują się kilka kilometrów od brzegu z powodu ruchów izostatycznych. W przypadku osuszenia depresji śródziemnomorskiej powinno nastąpić wtórne zamknięcie Cieśniny Gibraltarskiej, spowodowane podniesieniem dna wynikającym z prawa Archimedesa. Występowanie tego zjawiska w późnym okresie tłumaczy karłowate endemiczne gatunki słoniowatych i hipopotamów na wyspach Morza Śródziemnego. Olbrzymia miąższość ewaporatów osadzonych w tamtym okresie świadczy o tym, iż musiały one osadzać się w kilku cyklach sedymentacyjnych. Na podstawie tychże osadów stwierdzono, że Morze Śródziemne musiało w kilku cyklach na przemian wysychać, po czym ponownie było zalewane wodami z Atlantyku.
Na podstawie datowań paleomagnetycznych stwierdzono, że zdarzenie to miało miejsce ok. 5,96 miliona lat temu. Morze Śródziemne oddzielone zostało od Atlantyku 5,59 – 5,33 miliona lat temu. 5,59 – 5,50 miliona lat temu miał miejsce okres silnie wzmożonej erozji, tworzyły się między innymi wielkie kaniony, niektóre wielkości Wielkiego Kanionu Kolorado w USA. 5,50 – 5,33 miliona lat temu rozpoczął się okres kilku cykli sedymentacyjnych.
Skutkiem tych procesów było między innymi olbrzymie zasolenie, uniemożliwiające życie jakimkolwiek niemal roślinom oraz utrudniające byt zwierzętom, zamieniając niemal cały basen morza w pustynię. Temperatura na omawianym obszarze także uległa zwiększeniu, o czym świadczy obecność zdeponowanego tam anhydrytu, który osadza się jedynie w ciepłej wodzie powyżej 35 stopni Celsjusza. Poza tym rzeki miały obniżoną bazę erozyjną, co spowodowało wcinanie się ich nawet o 2400 m głębiej. Tworzyły one w ten sposób olbrzymie kaniony. Na ich dnie, 2400 m poniżej poziomu morza przy temperaturze 35 stopni ciśnienie powietrza na dnie wynosić mogło nawet 1,71 atm (1300 mmHg).
Patrząc pod kątem globalnych skutków, woda, która wyparowała z Morza Śródziemnego w postaci opadu atmosferycznego, powróciła na ziemię podnosząc poziom oceanów nawet o 10 metrów.